# 亞諾什紹莫爾堯

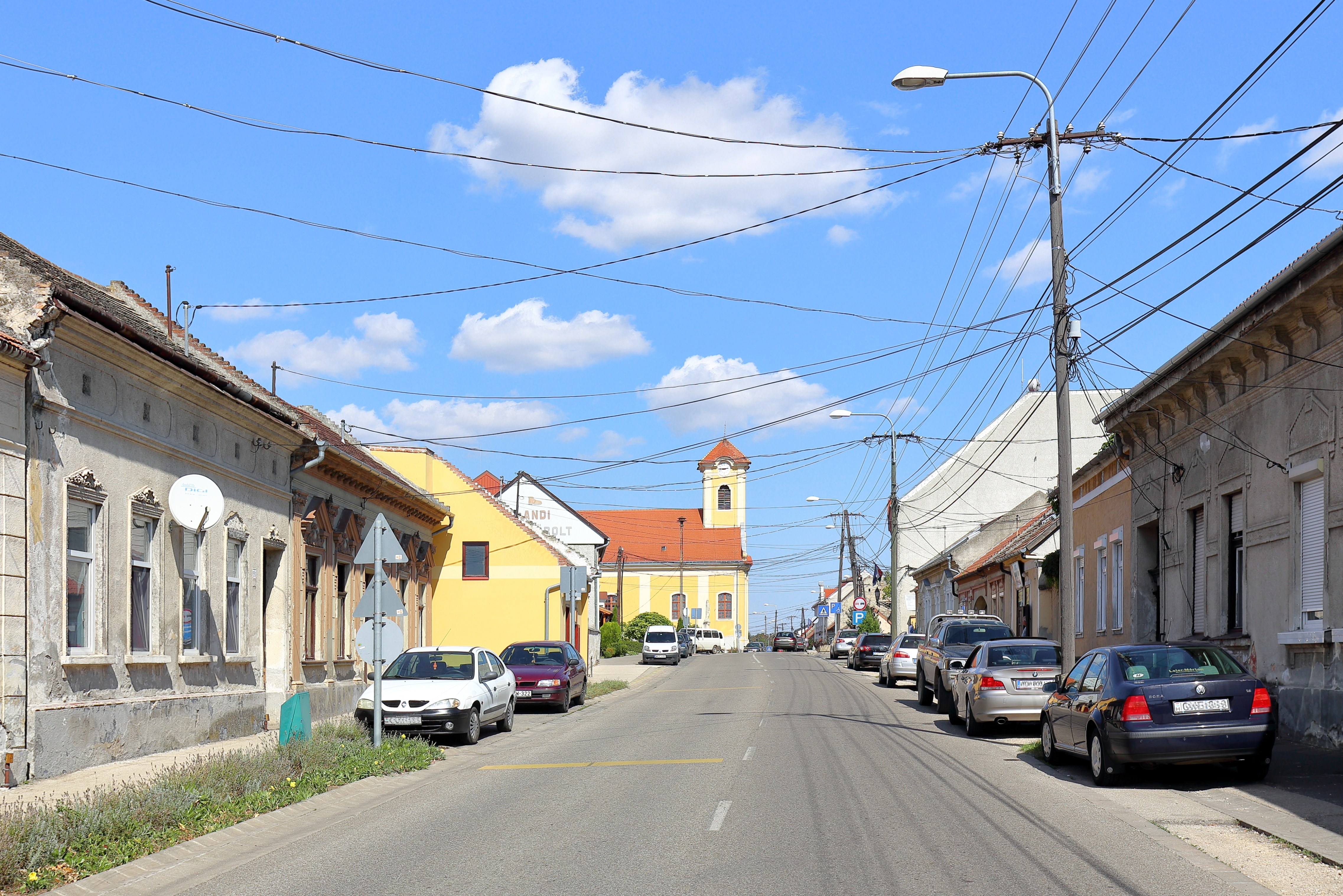

亞諾什紹莫爾堯是匈牙利的城鎮，位於該國西北部，由傑爾-莫雄-肖普朗州負責管轄，面積148.96平方公里，2011年人口5,872，其中八成居民信奉天主教。

## 外部連結
- Official site（页面存档备份，存于）